# Fistulinella prunicolor
Fistulinella prunicolor är en svampart som först beskrevs av Cooke & Massee, och fick sitt nu gällande namn av Roy Watling 1989. Fistulinella prunicolor ingår i släktet Fistulinella och familjen Boletaceae.   Inga underarter finns listade i Catalogue of Life.